# Személyhez fűződő jogok
A személyhez fűződő jogok az embernek – mint természetes személynek – és más jogi személyeknek biztosítja azt a háborítatlanságot, integritást, beavatkozásmentességet, mely a személy társadalmi rendeltetésének, társadalmi szerepének betöltéséhez szükséges. Védi a személyt a szükségtelen, illetéktelen beavatkozásoktól, mely a környezete felől érkezik és amik veszélyeztetik, sértik a személy integritását. A személy integritása a jogképességéből ered, és mivel minden ember jogképes, minden embernek van személyi integritása, személyisége. Ez megdönthetetlen vélelem, tehát nem szükséges, nem kell bizonyítani bárki személyiségének létét, személyi létét. A személyhez fűződő jogok a személy ezen integritását, magát a személyiségét védik, és szankcionálják a megsértőit. Ki kell emelni, hogy a személyhez fűződő jogok csak élő emberhez kapcsolódhatnak, tehát a halottnak nincsenek személyhez fűződő jogai.
A személyhez fűződő jogok tudatos, társadalmi szintű gyakorlása az önrendelkezés.

## A személyhez fűződő jogok nemzetközi dokumentumai

### Az Emberi Jogok Egyetemes Nyilatkozata
Az Emberi Jogok Egyetemes Nyilatkozata egy, az ENSZ által elfogadott nyilatkozat, amely összefoglalja az ENSZ álláspontját a minden embert megillető alapvető jogokról. A Nyilatkozatot 1948. december 10-én fogadták el. Az ENSZ Közgyűlés 1950-ben hozott döntése értelmében a Nyilatkozat elfogadásának napját minden évben az Emberi Jogok Napjaként ünneplik. A Nyilatkozat szövege magyar nyelven.

### Az Emberi Jogok Európai Egyezménye
Az Európa Tanács 1950. november 4-én, Rómában kelt ETS-005 számú egyezménye. Angol neve: European Convention on Human Rights. Az Emberi Jogok Európai Egyezménye Magyarországon hatályos az 1992. évi 57. számú (X. 5.) országgyűlési határozat szerint. Fontosabb pontjait az Alkotmány tartalmazza. Az egyezmény szövege magyar nyelven a Legfelsőbb Bíróság honlapján található.

## A személyhez fűződő jogok szabályozása a magyar Polgári Törvénykönyvben

### Általános szabály
Ptk. 75. § (1): „A személyhez fűződő jogokat mindenki köteles tiszteletben tartani. E jogok a törvény védelme alatt állnak.”
Az általános szabályozás célja, hogy absztrakt módon, általánosítva védje a személyhez fűződő jogokat. Ebből következtethetünk arra, hogy valamennyi személyiségi jog, a törvényben nem nevesítettek is jogi védelem alatt állnak. A személyhez fűződő jogok oly nagy területet foglalnak el, hogy azok felsorolása nem lehetséges és nem is célszerű. Modern világunkban újabb és újabb személyhez fűződő jogok jönnek létre, ezek automatikusan megilletik a személyt, nincs szükség törvénybe iktatni őket. 
A személyhez fűződő jogok megsértése esetén a jogellenességet elkövető fél szankciókra számíthat, a sértés, veszélyeztetés ellen a törvény védelmi eszközöket biztosít.
Nem beszélhetünk azonban a személyhez fűződő jogok sérelméről olyan esetekben, ahol e jogok korlátozása jogszerűen történik (pl. őrizetbe vétel, szabadságvesztés, távoltartás, jogos védelem) A jogok ilyetén való korlátozása esetén a szükségesség, arányosság, célszerűség elvének meg kell felelnie a jogkorlátozó cselekménynek.
Ptk. 75. § (3): „A személyhez fűződő jogokat nem sérti az a magatartás, amelyhez a jogosult hozzájárult, feltéve, hogy a hozzájárulás megadása társadalmi érdeket nem sért vagy veszélyeztet. A személyhez fűződő jogokat egyébként korlátozó szerződés vagy egyoldalú nyilatkozat semmis.”
A törvény kifejezetten szól a jogosult hozzájárulásáról személyhez fűződő jogokkal kapcsolatban. A jogosult lemondhat személyhez fűződő jogairól, például hozzájárul, hogy róla videófelvételt készítsenek, lefényképezzék, de feltételként szabja, hogy cél, ami miatt a jogosult lemond személyhez fűződő jogairól, az nem sérthet társadalmi érdeket (például nem mondhat le a testi épséghez való jogáról olyan címen, hogy pénzért megcsonkítsák).
Ptk. 75. § (2): „A személyhez fűződő jogok védelmére vonatkozó szabályokat a jogi személyekre is alkalmazni kell, kivéve ha a védelem – jellegénél fogva – csak a magánszemélyeket illetheti meg.”
A törvény kiterjeszti az emberhez kapcsolódó személyhez fűződő jogokat a jogi személyekre is, kivéve, ha azokra a jogi személy, jellegénél fogva nincsen rászorulva.

### A személyiségi jogok megsértésének következményei
A szankciók vegyes jellegűek, vannak erkölcsi jellegűek illetve vagyonjogiak, továbbá a szankció rendszerben megtalálható a közérdekű bírság intézménye is. A jogkövetkezményeket megkülönböztethetjük objektív és szubjektív szempontból is: az objektív szankció alkalmazható, ha a jogsértés puszta ténye fennáll, míg a szubjektív szankció alkalmazása igényli a jogsértő magatartás felróhatóságát is, tehát csak a vétkesség kimentésének sikertelensége esetén alkalmazható.
- 84. § (1) Akit személyhez fűződő jogában megsértenek, az eset körülményeihez képest a következő polgári jogi igényeket támaszthatja:
  - a) követelheti a jogsértés megtörténtének bírósági megállapítását;
  - b) követelheti a jogsértés abbahagyását és a jogsértő eltiltását a további jogsértéstől;
  - c) követelheti, hogy a jogsértő nyilatkozattal vagy más megfelelő módon adjon elégtételt, és hogy szükség esetén a jogsértő részéről vagy költségén az elégtételnek megfelelő nyilvánosságot biztosítsanak;
  - d) követelheti a sérelmes helyzet megszüntetését, a jogsértést megelőző állapot helyreállítását a jogsértő részéről vagy költségén, továbbá a jogsértéssel előállott dolog megsemmisítését, illetőleg jogsértő mivoltától megfosztását; Az a)–d) objektív jogkövetkezmények
  - e) kártérítést követelhet a polgári jogi felelősség szabályai szerint. - szubjektív jogkövetkezmény
- (2) Ha a kártérítés címén megítélhető összeg nem áll arányban a felróható magatartás súlyosságával, a bíróság a jogsértőre közérdekű célra fordítható bírságot is kiszabhat. - szubjektív jogkövetkezmény.

### Személyhez fűződő jogok érvényesítése
- 85. § (1) A személyhez fűződő jogokat - a (2) és a (3) bekezdésben foglalt kivételekkel - csak személyesen lehet érvényesíteni. A korlátozottan cselekvőképes személy a személyhez fűződő jogai védelmében maga is felléphet.
- (2) A cselekvőképtelen személyhez fűződő jogok védelmében törvényes képviselője, az ismeretlen helyen távollevő személyhez fűződő jogok védelmében pedig hozzátartozója vagy gondnoka léphet fel.
- (3) Meghalt személy emlékének megsértése miatt bírósághoz fordulhat a hozzátartozó, továbbá az a személy, akit az elhunyt végrendeleti juttatásban részesített. Ha a meghalt személy (megszűnt jogi személy) jó hírnevét sértő magatartás közérdekbe ütközik, a személyhez fűződő jog érvényesítésére az ügyész is jogosult.
- (4) Ha a jogsértést valószínűsítették, és a késedelem jóvá nem tehető kárral járhat, a bíróság ideiglenes intézkedést tehet; ennek során elrendelheti a jogsértés eszközének bírósági zár alá vételét is.

## Törvényben nevesített személyhez fűződő jogok
- hátrányos megkülönböztetés tilalma
- lelkiismereti szabadság garantálása
- személyes szabadság jogellenes korlátozása
- a testi épség és az egészség védelme
- a becsület védelme
- az emberi méltóság védelme
- névjog
- a jó hírnév védelme
- képmás és hangfelvétel oltalma
- titokvédelem
- magánlakáshoz való jog
- személyes adatok védelme
- kegyeleti jog